# Phytomyza himachali
Phytomyza himachali este o specie de muște din genul Phytomyza, familia Agromyzidae, descrisă de Singh și Garg în anul 1970. Conform Catalogue of Life specia Phytomyza himachali nu are subspecii cunoscute.